# Paraskeletodes gracilis
Paraskeletodes gracilis är en skalbaggsart som beskrevs av Aurivillius 1927. Paraskeletodes gracilis ingår i släktet Paraskeletodes och familjen långhorningar.
Artens utbredningsområde är:
- Filippinerna.
- Sulawesi.

Inga underarter finns listade i Catalogue of Life.